# هاري أندرسون
هاري أندرسون (بالإنجليزية: Harry Anderson) (و. 1952 – م) هو ممثل، وفنان شوارع، وكاتب سيناريو، وممثل تلفزيوني، من الولايات المتحدة الأمريكية، ولد في نيوبورت.

## وصلات خارجية
- هاري أندرسون على موقع IMDb (الإنجليزية)
- هاري أندرسون على موقع روتن توميتوز (الإنجليزية)
- هاري أندرسون على موقع ألو سيني (الفرنسية)
- هاري أندرسون على موقع ميوزك برينز (الإنجليزية)
- هاري أندرسون على موقع أول موفي (الإنجليزية)
- هاري أندرسون على موقع قاعدة بيانات الأفلام السويدية (السويدية)
- هاري أندرسون على موقع إن إن دي بي (الإنجليزية)
- هاري أندرسون على موقع قاعدة بيانات الفيلم (الإنجليزية)